# Rosa-Luxemburg-Platz

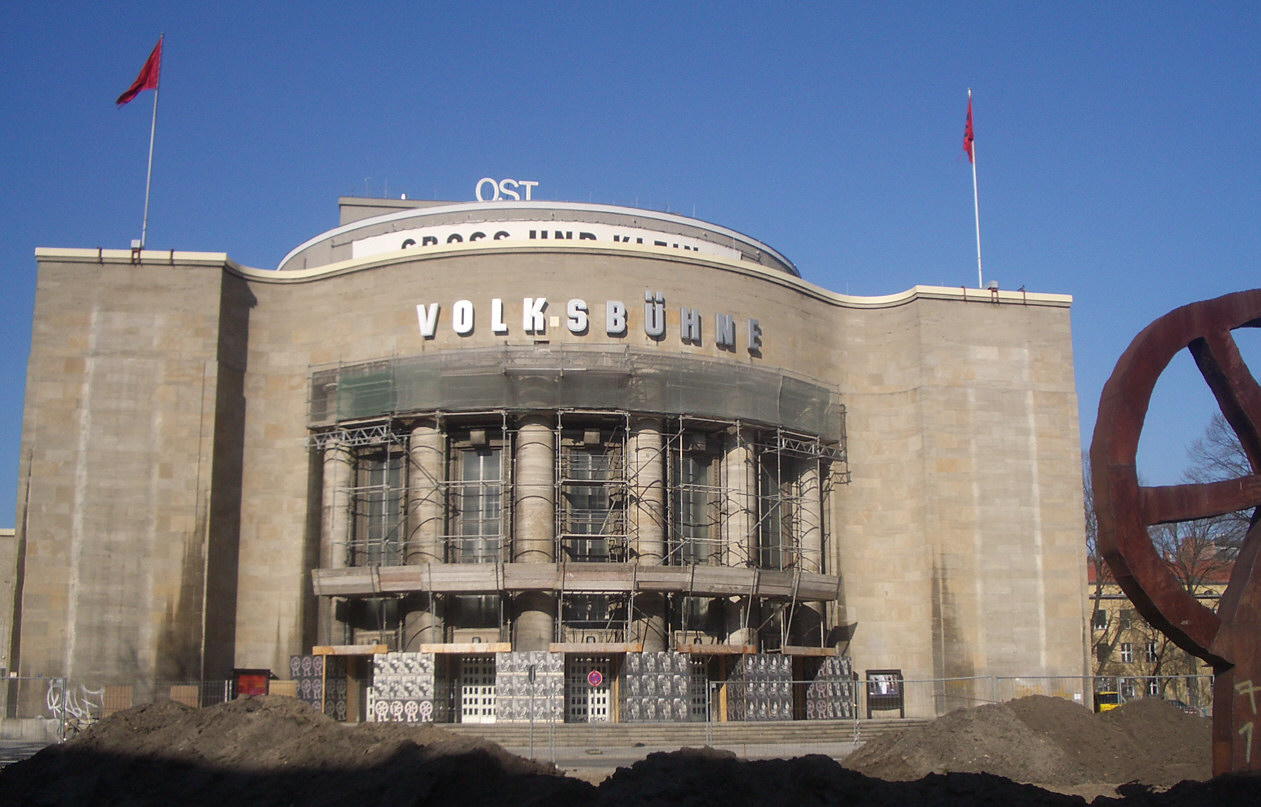
Volksbühne, 2005

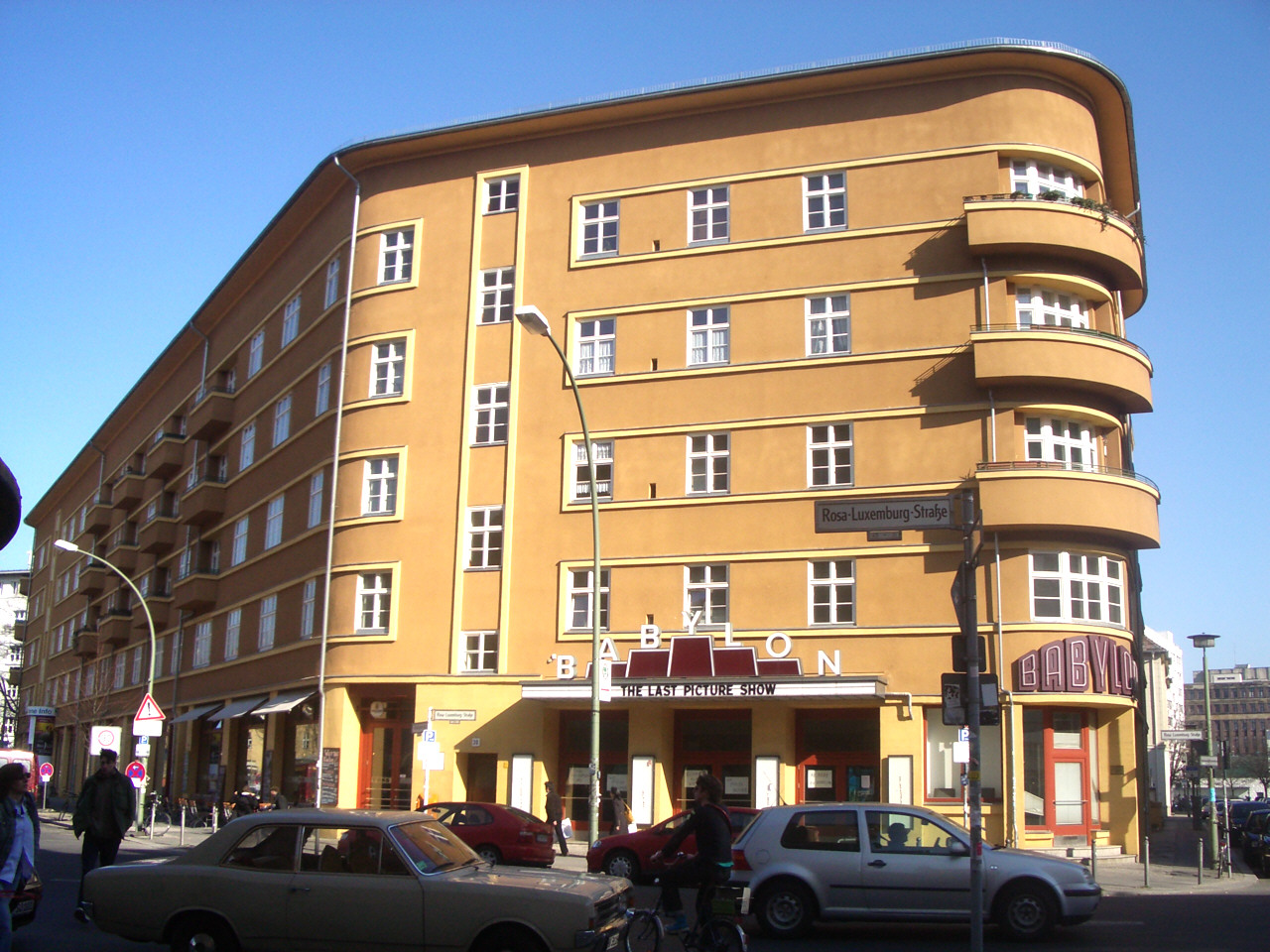
Kino Babylon, 2005

Der Rosa-Luxemburg-Platz ist ein dreieckiger Platz im historischen Berliner Scheunenviertel im Ortsteil Mitte des gleichnamigen Bezirks, auf dem die Berliner Volksbühne steht. Er entstand bei einer Flächensanierung des umgebenden Quartiers im frühen 20. Jahrhundert und trug seitdem verschiedene Namen:
- Babelsberger Platz (1907–1910), benannt als Endpunkt der seinerzeit neu angelegten Kaiser-Wilhelm-Straße nach des Kaisers Schloss Babelsberg,[1]
- Bülowplatz (1910–1933), zu Ehren des im Jahr zuvor verabschiedeten Reichskanzlers Bernhard von Bülow,
- Horst-Wessel-Platz (1933–1945), zu Ehren des „Märtyrers der Hitlerbewegung“ Horst Wessel,
- Liebknechtplatz (1945–1947), zu Ehren des ermordeten Arbeiterführers und Mitbegründers der Kommunistischen Partei Deutschlands (KPD) Karl Liebknecht,
- Luxemburgplatz (1947–1969) bzw. Rosa-Luxemburg-Platz (seit 1969) zu Ehren der ermordeten Vertreterin der Arbeiterbewegung Rosa Luxemburg.

## Lage
Der Rosa-Luxemburg-Platz liegt zwischen Rosa-Luxemburg-Straße, Weydingerstraße und Linienstraße. Unter der Rosa-Luxemburg-Straße befindet sich der U-Bahnhof Rosa-Luxemburg-Platz der U-Bahn-Linie U2.

## Geschichte

### Platzentstehung
Neue Straßendurchbrüche und die Tiefbauarbeiten für den Bau der U-Bahn-Strecke waren Auslöser für den großflächigen Abriss des alten Scheunenviertels mit seinen katastrophalen Wohnverhältnissen. Der neue Bebauungsplan entstand um 1905 im Auftrag des Berliner Magistrats unter Oberbürgermeister Martin Kirschner mit dem dreieckigen Platz als zentraler städtebaulicher Figur.

### 1907–1945
Am 1907 offiziell benannten Platz entstand als erster Neubau 1912 an der Weydingerstraße Ecke Kleine Alexanderstraße ein Büro- und Geschäftshaus, das 1926 die Kommunistische Partei Deutschlands (KPD) erwarb, um hier ihre Zentrale, das Karl-Liebknecht-Haus, einzurichten.
In den Jahren 1913–1915 ließ die Freie Volksbühne Berlin durch den Architekten Oskar Kaufmann auf dem Platz ihr erstes eigenes Haus errichten.
Im Ersten Weltkrieg und in der Inflationszeit kamen alle Neubau-Aktivitäten zum Erliegen. 1925 sollte ein städtebaulicher Architektenwettbewerb neue Impulse bringen, in dessen Folge 1927–1929 nach Entwurf des Architekten Hans Poelzig mehrere Wohn- und Geschäftshäuser ausgeführt wurden – in einem von ihnen eröffnete am 11. April 1929 das Kino Babylon. Ebenfalls auf das Ergebnis des Wettbewerbs ging das Projekt der Stadtverwaltung zurück, nach Plänen von Richard Ermisch beiderseits an die Volksbühne anschließende Flügelbauten zu errichten, die unter anderem eine Volkshochschule, ein Stadtarchiv und eine Stadtbibliothek enthalten sollten. Der Bau sollte im Sommer 1929 beginnen, das Projekt verzögerte sich jedoch, bis die Weltwirtschaftskrise derartige Investitionen unmöglich machte.

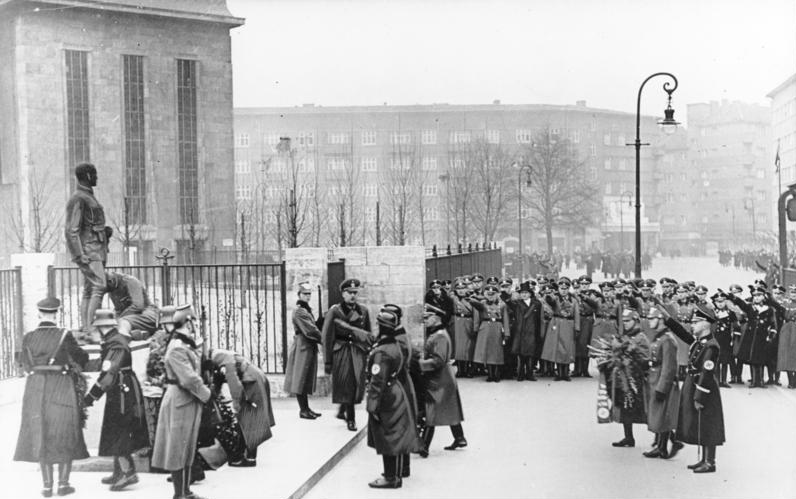
Kranzniederlegung auf dem Horst-Wessel-Platz am „Tag der deutschen Polizei“ im Januar 1937

Das Karl-Liebknecht-Haus machte den Bülowplatz und seine Umgebung zu einem Schauplatz von Kundgebungen der KPD und zum Ort gewalttätiger Auseinandersetzungen mit politischen Gegnern. Am 9. August 1931 ermordete der Parteiselbstschutz der KPD unweit des Kinos Babylon die Polizeihauptleute Paul Anlauf und Franz Lenck. Anschließend organisierte die Partei die Flucht der Täter Erich Mielke und Erich Ziemer in die Sowjetunion (→ Morde auf dem Bülowplatz).
Nach der Machtübernahme Hitlers besetzte Anfang März 1933 die SA das Karl-Liebknecht-Haus und nahm es als Horst-Wessel-Haus in Besitz. Im nationalsozialistischen Berlin trug der Platz ab Ende Mai 1933 den Namen des 1930 von Kommunisten getöteten und von den Nazis zum Blutzeugen verklärten Horst Wessel. Im Auftrag des Polizeioffizierkorps Preußens errichtete Hans Dammann 1934 ein Denkmal für Anlauf und Lenck. Diese Figurengruppe aus Bronze fiel während des Zweiten Weltkriegs der Metallspende des deutschen Volkes zum Opfer. Von 1936 bis 1945 beherrschte den zur Aufmarschfläche umgestalteten Platz genau gegenüber der ehemaligen KPD-Zentrale ein steinernes Ehrenmal für die Ermordeten der Bewegung in der Berliner Innenstadt.

### 1945–1990
Im Zweiten Weltkrieg blieben die Gebäude rund um den Platz von größeren Zerstörungen verschont. In der Berliner Innenstadt kam zur Trümmerbeseitigung eine Trümmerbahn zum Einsatz, gezogen von kleinen Lokomotiven. Zwischen 1948 und 1950 befand sich unmittelbar vor der Volksbühne ein Lokomotivschuppen. Die Kriegsschäden an der umgebenden Bebauung von Poelzig wurden behoben, die Ladenanbauten an den spitzen Winkeln jedoch abgetragen. Anfang 1950 ließ Erich Mielke, der inzwischen Staatssekretär im Ministerium für Staatssicherheit der DDR geworden war, den Sockel des Denkmals für die ermordeten Polizisten abbauen.

### Nach 1990

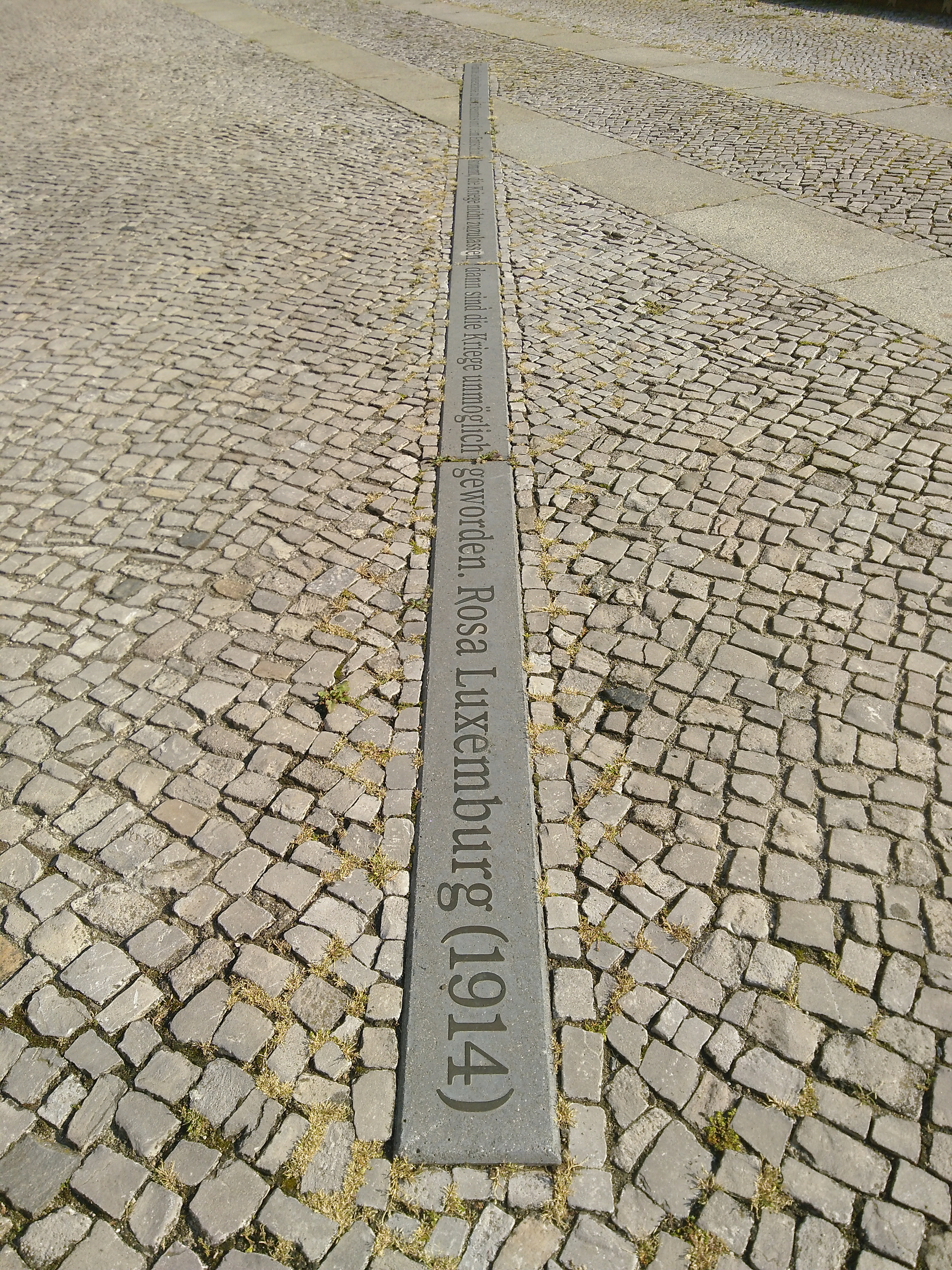
Element des Rosa-Luxemburg-Denkmals

Im Karl-Liebknecht-Haus nahm die Zentrale der Partei des Demokratischen Sozialismus (PDS), später Die Linke, ihren Sitz.
Im September 2006 erhielt der Platz ein Rosa-Luxemburg-Denkmal. Der Künstler Hans Haacke ließ 60 dunkle Betonbalken in die Gehwege und Fahrbahnen auf dem Platz ein. Sie zeigen Zitate und Fragmente aus Rosa Luxemburgs Schriften.
Im Jahr 2010 entstand unweit des Platzes an der Linien- Ecke Rosa-Luxemburg-Straße das von den Berliner Architekten Roger Bundschuh und Philipp Baumhauer entworfene Wohn- und Gewerbehaus L40. Der Bau erregte mit seinem „expressiv-minimalistischen Charakter“ als Beispiel für „mutiges, kompromissloses Bauen in der Stadtmitte“ Aufsehen. Auf dem gegenüberliegenden Grundstück zwischen Tor-/Linien- und Rosa-Luxemburg-Straße folgte 2019 das von denselben Architekten geplante Haus des Suhrkamp-Verlages.